# Coubert
 Coubert  es una población y comuna francesa, en la región de Isla de Francia, departamento de Sena y Marne, en el distrito de Melun y cantón de Brie-Comte-Robert.

## Demografía
| 927 | 903 | 989 | 1067 | 1054 | 1275 |
| Para los censos de 1962 a 1999 la población legal corresponde a la población sin duplicidades (Fuente: INSEE [Consultar]) |     |     |      |      |      |